# Kabinett Depretis VIII
Das Kabinett Depretis VIII regierte das Königreich Italien vom 4. April 1887 bis zum 29. Juli 1887. Es folgte dem Kabinett Depretis VII und war die letzte von Ministerpräsident Agostino Depretis angeführte Regierung.
Das 25. Kabinett des Königreiches endete mit dem Tod Depretis am 29. Juli 1887 nach drei Monaten und 25 Tagen. König Umberto I. ernannte daraufhin den Innenminister Francesco Crispi zum neuen Ministerpräsidenten, der das Kabinett Crispi I bildete.

## Minister

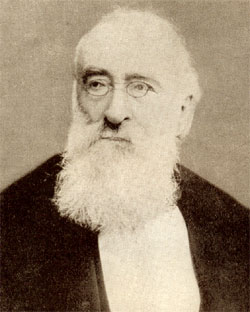
Agostino Depretis

| Ministerien                          | Name                                 |
| ------------------------------------ | ------------------------------------ |
| Ministerpräsident                    | Agostino Depretis                    |
| Äußeres                              | Agostino Depretis                    |
| Inneres                              | Francesco Crispi                     |
| Justiz und Kirchenangelegenheiten    | Giuseppe Zanardelli                  |
| Krieg                                | Ettore Bertolè Viale                 |
| Marine                               | Benedetto Brin                       |
| Finanzen                             | Agostino Magliani                    |
| Schatz                               | Agostino Magliani (geschäftsführend) |
| Öffentliche Arbeiten                 | Giuseppe Sarocco                     |
| Bildung                              | Michele Coppino                      |
| Landwirtschaft, Industrie und Handel | Bernardino Grimaldi                  |